# 斯泰爾SSG 69狙擊步槍
斯泰爾SSG 69（德語：Scharfschützengewehr 69，意為：69式狙擊步槍）是一款由奥地利槍械製造商斯泰爾-曼利夏所研製及生產的旋转后拉式枪机狙擊步槍，並在不久以後作為奧地利軍隊的制式狙擊步槍，也被不少執法機關所採用，可發射7.62×51毫米北約和.243溫徹斯特兩種口徑的步枪子彈。

## 概述
斯太爾SSG 69是一枝使用曼利夏系统的手動狙擊步槍，儘管它在1969年通過（因以為名），但它比同期的狙擊步槍更為傾向使用合成材料（使用工程塑料或木材製成的手握式槍托）、冷鍛法製造的槍管、只需轉動60゜就能開鎖及閉鎖的槍機和可調整扳機行程長短、扳機扣力大小的兩道火式設計扳機，因而帶來了高準確性的這些領先優勢。
重點是，雖然現在使用工程塑料槍托的步槍相當普遍，但斯泰爾-曼利夏卻是全世界上第一間設計及生產安裝有工程塑料槍托的步槍的廠商。除了槍托，該槍其他部件亦大量使用工程塑料。
其槍機的結構設計獨特，在槍機前端設有6個閉鎖鎖耳，僅需要轉動60就能開鎖及閉鎖。SSG 69的槍管為自由浮動式安裝在槍托以上，即是只與槍管節套連接，而與護木並無接觸點。同時亦將傳統型圓筒式機匣加長，使槍管節套的長度達到57毫米，膛室位於機匣內，從而使槍管與機匣能更牢固地組合，因此可以大大提高射擊精度。拋殼口位於機匣右側上方的位置，結構強度十分可靠。
SSG 69有兩種供彈形式。第一種是5發可拆卸式旋轉式彈匣，與旋轉式彈倉一樣是把子彈在彈匣以內旋轉上升進入膛室；第二種是10發容量的可拆卸雙排式彈匣。
SSG 69是奧地利陸軍的制式狙擊步槍。SSG 69也在不少的執法機關之中使用。
SSG 69無論在戰爭還是大大小小的國際比賽之中都證明了它是一枝非常準確的步槍，因為SSG 69的準確程度大約是0.5 MOA，大大超出奧地利軍隊最初提出的狙擊步槍設計指標。
2015年，斯泰爾-曼利夏決定將SSG 69停產。

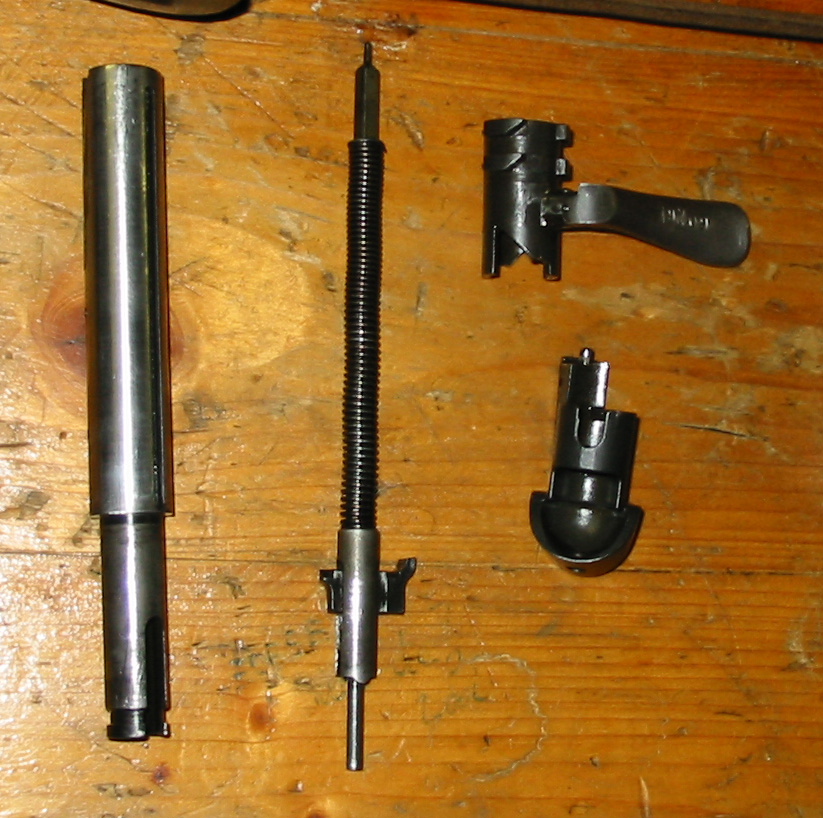
分解以後的SSG 69

## 衍生型
- SSG 69：初期的軍用型版本，由於其綠色的槍身而贏得“綠槍”（英語：Green Gun）的稱呼。另外，機匣及槍管上分別裝有其他衍生型所沒有的後備照門及準星，以備不時之需。
- SSG 69 PI：SSG 69 PI是SSG 69的民用型運動步槍版本。近40年之後，此步槍的出現仍然在民間的運動射擊方面很受歡迎。
- SSG 69 PII：SSG 69 PII是SSG 69的長槍管警用型版本，槍身改為黑色。
- SSG 69 PIV：SSG 69 PIV是SSG 69的短槍管警用型版本。槍管縮短至409毫米（16.1英吋）的長度和膛線缠距改為1：250毫米（1:10英吋），以便裝上其消聲器和使用亞音速彈頭的子彈。

## 使用國
目前斯太爾SSG 69被廣泛地使用於以下國家的軍隊和／或執法機關之中：
- 安道尔
  - 安道爾警察干預小組
- 阿根廷[6]
- 奥地利
  - 奧地利聯邦軍[5]
  - 眼鏡蛇作戰司令部[7]
- 玻利维亚
- 智利[8]
- 法國
  - 國家警察干預組
- 德国
  - 德國聯邦警察GSG 9
- 希腊[9]
  - 希臘陸軍特種部隊單位
- 冰島[10]
  - 冰島警察
- 印度[11]
- 印度尼西亞
- 愛爾蘭
- 以色列
- 约旦[6][12]
- [13]
- 黎巴嫩
- 荷蘭
  - 荷蘭皇家陸軍
  - 荷蘭皇家海軍
  - 荷蘭海軍陸戰隊[14][15]
- 奈及利亞
- 巴基斯坦
  - 巴基斯坦陸軍特勤組[16]
- 中华人民共和国
  - 中國人民解放軍（曾少量引進SSG 69並被發現有有限地用在中越戰爭當中）
- 秘魯[6]
- 波蘭[17]
- 葡萄牙
- 沙烏地阿拉伯
- 塞爾維亞
  - 特别反恐部隊
- 緬甸
- 新加坡
- 斯洛維尼亞
- 叙利亚[6]
- 中華民國
  - 中華民國特種警察
  - 維安特勤隊
  - 除暴特勤隊
- 多哥[6]
- 土耳其
- 英国
  - 警察單位
- 美国
  - 美國海關及邊境保衛局
  - 美國邊防巡邏戰術部隊
- 委內瑞拉

## 圖集

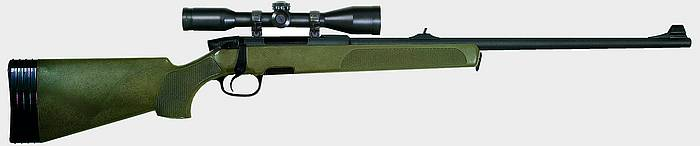
斯泰爾SSG 69，初期的軍用型，綠色槍身
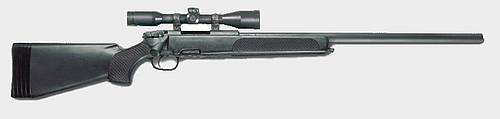
斯泰爾SSG 69 PII，長槍管警用型，黑色槍身
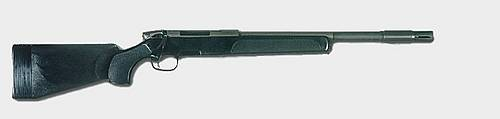
斯泰爾SSG 69 PIV，短槍管警用型，黑色槍身

## 資料來源
1. ↑  .   [14 November 2014]. （原始内容存档于2010-09-01）.
2. ↑  .   [2015-07-23]. （原始内容存档于2015-06-23）.
3. ↑  .   [14 November 2014]. （原始内容存档于2014年8月10日）.
4. ↑  Hogg, Ian. . Jane's Information Group. 1989: 125. ISBN 0710608896.
5. 1 2  .   [2009-10-20]. （原始内容存档于2014-11-07）.
6. 1 2 3 4 5  Jones, Richard D. Jane's Infantry Weapons 2009/2010. Jane's Information Group; 35 edition (January 27, 2009). ISBN 978-0710628695.
7. ↑  Meyr, Eitan. . Jane's Law Enforcement. January 6, 1999  [2009-09-26]. （原始内容存档于2008年3月1日）.
8. ↑  Gander, Terry J.; Hogg, Ian V. Jane's Infantry Weapons 1995/1996. Jane's Information Group; 21 edition (May 1995). ISBN 978-0710612410.
9. ↑  .   [2012-01-26]. （原始内容存档于2016-04-05）.
10. ↑  "Með Glock 17 og MP5". Fréttatíminn. 23. 09. 2011. p. 12-14.
11. ↑  .   [2012-01-26]. （原始内容存档于2013-01-25）.
12. ↑  Jones, Richard. . Jane's Information Group. 2009: 224, 897. ISBN 0710628692.
13. ↑  .   [2012-01-26]. （原始内容存档于2016-03-03）.
14. ↑  Materiel of the Netherlands Marine Corps（Dutch） 的存檔，存档日期2012-03-30.
15. ↑  .   [2012-01-26]. （原始内容存档于2014-11-29）.
16. ↑  . Saad, S.; Ali, M.; Shabbir, Usman. 1998  [2009-08-15]. （原始内容存档于2012-03-11）.
17. ↑  Kochański, Stanisław. . SIGMA NOT. 1992. ISBN 83-85001-66-2.

## 外部連結
- （英文）—Steyr Mannlicher – official page
- （英文）—Steyr Mannlicher – official page – USA （页面存档备份，存于）
- （英文）—Modern Firearms—Steyr-Mannlicher SSG 69 sniper rifle （页面存档备份，存于）
- （英文）—Steyr-AUG.com—SSG （页面存档备份，存于）
- （英文）—Sniper Central—Steyr-Mannlicher SSG69 PI PII
- （英文）—Weaponsystems.net—SSG-69
- （英文）—The Firearm Blog.com—Steyr SSG 69 Being Retired （页面存档备份，存于）
- （英文）—Tactical-Life.com—
  - Steyr’s SSG 69: Only 1,000 Sniper Rifles Available in US （页面存档备份，存于）
  - 12 Rifles, Machine Guns, Shotguns, & Pistols Used by ROK Marines | Photos （页面存档备份，存于）
  - Steyr Warriors | Review （页面存档备份，存于）
- （简体中文）—D Boy Gun World（槍炮世界）—SSG系列 （页面存档备份，存于）
- （繁體中文）—人民網—SSG69狙擊步槍：“裝在牛車上的精確制導武器”